# کایرالیتی (مجله)
کایرالیتی(به انگلیسی: Chirality) مجله‌ای علمی با داوری همتا است که به مباحث شیمی دست‌سانی (کایرالیتی) در ارتباط با فیزیولوژی می‌پردازد. این نشریه از سال ۱۹۸۹ تا کنون و به زبان انگلیسی به چاپ می‌رسد.